# یکه چاه
یکه چاه روستایی در دهستان باقرآباد بخش مرکزی شهرستان محلات استان مرکزی ایران است.

## جمعیت
بر پایه سرشماری عمومی نفوس و مسکن در سال ۱۳۹۵ جمعیت این روستا ۱۸۶ نفر (۵۷خانوار) بوده‌است.